# Bloomfield Township (Clinton County, Iowa)
Bloomfield Township is een township in Clinton County, Iowa. Volgens de volkstelling van 2000 had het 865 inwoners.

## Geschiedenis
Bloomfield Township werd opgericht in het jaar 1855.

## Geografie
Het township heeft een oppervlakte van 93,81 km², waarvan 0,04 km² bestaat uit water. Er ligt één ander dorp binnen de grenzen ervan, namelijk Delmar. Voorts telt het 3 kerkhoven: Bloomfield, Evergreen en Saint Patricks Cemetery.